# نواه (رسام)
نواه (بالإنجليزية: Noah)‏ هو رسام أمريكي، ولد في 28 مارس 1971.